# لبانة السفلى (الحيمة الخارجية)

تعديل مصدري - تعديل

لبانة السفلى هي إحدى قرى عزلة بني بجير بمديرية الحيمة الخارجية التابعة لمحافظة صنعاء، بلغ تعداد سكانها 99 نسمة حسب تعداد اليمن لعام 2004.